# Колос (Запорожская область)
Колос (укр. Колос) — село,
Антоновский сельский совет,
Вольнянский район,
Запорожская область,
Украина.
Код КОАТУУ — 2321580504. Население по переписи 2001 года составляло 55 человек.

## Географическое положение
Село Колос находится в 1-м км от правого берега реки Солёная,
на расстоянии в 2 км от села Михайло-Лукашово.
Рядом проходит автомобильная дорога Н-15.

## История
- Село было образовано в 1870-х годах как хутор Бергсталь.
- В конце 1920-х годов тут образовали колхоз «Колос», который и дал название селу.